# Sergey Kopliakov
Sergey Viktorovich Kopliakov (Orsha, 23 de janeiro de 1959) é um nadador bielorrusso, ganhador de quatro medalhas em Jogos Olímpicos pela extinta União Soviética. 
Kopliakov foi o nadador que terminou com 15 anos de dominação americana nos 200 metros livres e primeiro homem a baixar de 1m50s00 na prova (em 7 de abril de 1979 ele fez 1:49.83 em Berlim Oriental).
Kopliakov estreou em 1974, na idade de 15 anos. Foi selecionado para os Jogos Olímpicos de Montreal em 1976, onde ganhou uma medalha de prata no 4 x 200 m. Em 1977, ele foi discreto, obtendo somente um quinto lugar nos 200 metros no Campeonato Europeu. Em 1978, no Campeonato Mundial em Berlim Ocidental, ele terminou em terceiro lugar nos 200 m atrás de dois norte-americanos com um tempo de 1:51.33 (novo recorde Europeu). Ele foi revelado completamente em 1978, superando em 7 de abril o recorde mundial dos 200 m, ao abrir o revezamento 4x200m em um meeting entre a Alemanha Oriental e a União Soviética.
Nos Jogos Olímpicos de Moscou em 1980, onde houve o boicote americano aos Jogos, Kopliakov ganhou os 200 metros livres e a União Soviética os 4x200 metros livres.
Kopliakov foi recordista mundial dos 200 metros livres entre 1979 e 1980.